# Hannoverscher Sportverein von 1896 2001-2002
Questa voce raccoglie le informazioni riguardanti l'Hannoverscher Sportverein von 1896 nelle competizioni ufficiali della stagione 2001-2002.

## Stagione
Nella stagione 2001-2002 l'Hannover, allenato da Ralf Rangnick, concluse il campionato di 2. Bundesliga al 1º posto e fu promosso in Bundesliga. In Coppa di Germania l'Hannover fu eliminato agli ottavi di finale dal Bayer Leverkusen.

## Rosa
| N. |                        | Ruolo | Calciatore         |
| -- | ---------------------- | ----- | ------------------ |
| 1  | Germania (bandiera)    | P     | Jörg Sievers       |
| 2  | Germania (bandiera)    | D     | Carsten Linke      |
| 3  | Germania (bandiera)    | D     | Oliver Schäfer     |
| 4  | Senegal (bandiera)     | D     | Dame Diouf         |
| 5  | Germania (bandiera)    | D     | Mirko Baschetti    |
| 6  | Paesi Bassi (bandiera) | D     | Marc van Hintum    |
| 7  | Lituania (bandiera)    | A     | Igoris Morinas     |
| 8  | Albania (bandiera)     | C     | Altin Lala         |
| 9  | Germania (bandiera)    | A     | Daniel Stendel     |
| 10 | Rep. Ceca (bandiera)   | C     | Jan Šimák          |
| 11 | Senegal (bandiera)     | A     | Babacar N'Diaye    |
| 14 | Rep. Ceca (bandiera)   | A     | Jiří Kaufman       |
| 15 | Germania (bandiera)    | C     | Thorsten Nehrbauer |

| N. |                                | Ruolo | Calciatore            |
| -- | ------------------------------ | ----- | --------------------- |
| 17 | Serbia e Montenegro (bandiera) | C     | Nebojša Krupniković   |
| 18 | Croazia (bandiera)             | C     | Danijel Štefulj       |
| 20 | Germania (bandiera)            | D     | Marco Rose            |
| 21 | Stati Uniti (bandiera)         | D     | Steve Cherundolo      |
| 22 | Francia (bandiera)             | C     | Mourad Bounoua        |
| 24 | Senegal (bandiera)             | A     | Salif Keïta           |
| 26 | Germania (bandiera)            | P     | Timo Ochs             |
| 28 | Germania (bandiera)            | D     | Heiner Backhaus       |
| 31 | Polonia (bandiera)             | D     | Dariusz Żuraw         |
| 32 | Stati Uniti (bandiera)         | A     | Conor Casey           |
| 33 | Germania (bandiera)            | P     | Carsten Wehlmann      |
| 34 | Germania (bandiera)            | C     | Christian Mikolajczak |

## Organigramma societario
Area tecnica
- Allenatore: Ralf Rangnick
- Allenatore in seconda: Mirko Slomka
- Preparatore dei portieri: Ralf Santelli
- Preparatori atletici: Edward Kowalczuk

## Calciomercato

### Sessione estiva
| Acquisti | Acquisti              | Acquisti          | Acquisti |
| R.       | Nome                  | da                | Modalità |
| -------- | --------------------- | ----------------- | -------- |
| A        | Conor Casey           | Borussia Dortmund |          |
| D        | Dariusz Żuraw         | Zagłębie Lubin    |          |
| D        | Heiner Backhaus       | Rot-Weiss Essen   |          |
| D        | Dame Diouf            | Werder Brema II   |          |
| C        | Christian Mikolajczak | Schalke 04        |          |
| C        | Thorsten Nehrbauer    | Magonza           |          |
| P        | Carsten Wehlmann      | Amburgo           |          |

| Cessioni | Cessioni              | Cessioni          | Cessioni |
| R.       | Nome                  | da                | Modalità |
| -------- | --------------------- | ----------------- | -------- |
| D        | Moudachirou Amadou    | St. Pauli         |          |
| C        | Michél Mazingu-Dinzey | Vålerenga         |          |
| P        | Heinz Müller          | Arminia Bielefeld |          |
| A        | Sherif Toure          | Concordia Ihrhove |          |
| A        | Mirko Ullmann         | Babelsberg        |          |

### Sessione invernale
| Acquisti | Acquisti        | Acquisti | Acquisti |
| R.       | Nome            | da       | Modalità |
| -------- | --------------- | -------- | -------- |
| D        | Marc van Hintum | Vitesse  |          |

| Cessioni | Cessioni       | Cessioni        | Cessioni |
| R.       | Nome           | da              | Modalità |
| -------- | -------------- | --------------- | -------- |
| C        | Nico Däbritz   | Babelsberg      |          |
| D        | Fahed Dermech  | Étoile du Sahel |          |
| D        | Guido Gorges   | Schweinfurt 05  |          |
| D        | Michael Molata | Babelsberg      |          |

## Risultati

### 2. Bundesliga

#### Girone di andata
| Arbitro: | Jansen |

|             |           |                       |
| Vidolov 76’ | Marcatori | 82’ (aut.) Kremenliev |

| Arbitro: | Schößling |

|                                 |           |  |
| Kaufman 16’ Diouf 26’ Šimák 38’ | Marcatori |  |

| Arbitro: | Margenberg |

|          |           |             |
| Lexa 53’ | Marcatori | 87’ Kaufman |

| Arbitro: | Perl |

|                         |           |  |
| Keïta 69’ Nehrbauer 90’ | Marcatori |  |

| Arbitro: | Scheppe |

|                                |           |                  |
| Schuler 24’ Štefulj 61’ (aut.) | Marcatori | 15’, 35’ Stendel |

| Arbitro: | Steinborn |

|                                                     |           |  |
| Rothenbach 19’ (aut.) Šimák 31’, 62’, 73’ Keïta 38’ | Marcatori |  |

| Arbitro: | Pickel |

|                       |           |  |
| Linke 17’ Stendel 58’ | Marcatori |  |

| Arbitro: | Koop |

|                          |           |                                                 |
| Fengler 17’ Feinbier 67’ | Marcatori | 18’ Stendel 44’, 59’, 89’ Šimák 85’ Krupniković |

| Arbitro: | Merk |

|                                                                       |           |                 |
| Šimák 22’, 59’ Cherundolo 27’ Kaufman 32’ Krupniković 65’ N'Diaye 85’ | Marcatori | 82’ Milovanović |

| Arbitro: | Kinhöfer |

|                                |           |                         |
| Hofacker 29’ (rig.) García 40’ | Marcatori | 30’ Stendel 39’ Kaufman |

| Arbitro: | Sippel |

|                  |           |  |
| Stendel 60’, 79’ | Marcatori |  |

| Arbitro: | Fröhlich |

|                |           |                                           |
| Teofilovic 66’ | Marcatori | 5’ Kaufman 13’, 21’ Šimák 62’ Mikolajczak |

| Hannover 16 novembre 2001, ore 19:00 CET 13ª giornata | Hannover 96 | 0 – 0 referto | Saarbrücken | Niedersachsenstadion (20 498 spett.)\| Arbitro: \| Anklam \| |
| Arbitro:                                              | Anklam      |               |             |                                                              |

| Arbitro: | Keßler |

|                  |           |             |
| Kryszałowicz 30’ | Marcatori | 38’ Štefulj |

| Arbitro: | Wack |

|                                                    |           |                                                       |
| Stendel 23’ Štefulj 29’ Żuraw 82’ Šimák 90’ (rig.) | Marcatori | 40’ (rig.), 47’ Wichniarek 45’ van der Ven 84’ Borges |

| Arbitro: | Aust |

|                        |           |                                                                  |
| Ebbers 38’ Wolters 81’ | Marcatori | 15’ Stendel 25’, 55’ Kaufman 31’ Diouf 31’ Šimák 72’ Krupniković |

| Arbitro: | Gagelmann |

|                            |           |           |
| Keïta 28’ Kaufman 55’, 89’ | Marcatori | 83’ Kioyo |

#### Girone di ritorno
| Arbitro: | Fandel |

|                               |           |                     |
| Krupniković 2’, 62’ Diouf 30’ | Marcatori | 60’ Vidolov 70’ Isa |

| Arbitro: | Wagner |

|                   |           |                                          |
| Rauw 30’ Daun 60’ | Marcatori | 29’ Lala 32’ Diouf 47’ N'Diaye 84’ Casey |

| Arbitro: | Trautmann |

|             |           |  |
| Kaufman 37’ | Marcatori |  |

| Arbitro: | Pickel |

|                                           |           |                        |
| Wosz 2’, 83’ Christiansen 43’ Buckley 69’ | Marcatori | 3’ Stendel 27’ Štefulj |

| Arbitro: | Krug |

|                           |           |  |
| Šimák 37’ Krupniković 69’ | Marcatori |  |

| Arbitro: | Sippel |

|          |           |                           |
| Fuchs 8’ | Marcatori | 74’ Casey 84’ Krupniković |

| Arbitro: | Berg |

|                       |           |            |
| Stendel 52’, 53’, 63’ | Marcatori | 23’ Hamann |

| Arbitro: | Späker |

|            |           |                                |
| Molata 57’ | Marcatori | 1’ Casey 59’, 85’ (rig.) Šimák |

| Arbitro: | Scheppe |

|                                             |           |  |
| Casey 36’ Linke 54’ Stendel 56’ Štefulj 87’ | Marcatori |  |

| Oberhausen 20 marzo 2002, ore 19:00 CET 24ª giornata | RW Oberhausen | 0 – 0 referto | Hannover 96 | Niederrheinstadion (6 445 spett.)\| Arbitro: \| Kammerer \| |
| Arbitro:                                             | Kammerer      |               |             |                                                             |

| Arbitro: | Wack |

|  |           |             |
|  | Marcatori | 77’ Stendel |

| Arbitro: | Margenberg |

|                                                                        |           |  |
| Żuraw 8’ N'Diaye 21’ Casey 35’ Štefulj 39’ Krupniković 49’ Kaufman 68’ | Marcatori |  |

| Arbitro: | Schößling |

|              |           |             |
| Reinmayr 34’ | Marcatori | 31’ N'Diaye |

| Arbitro: | Kircher |

|             |           |                     |
| N'Diaye 10’ | Marcatori | 16’ Ćirić 32’ Schur |

| Arbitro: | Gagelmann |

|                                          |           |                     |
| Diabang 11’ Wichniarek 25’ Dabrowski 68’ | Marcatori | 15’ Diouf 20’ Casey |

| Arbitro: | Kinhöfer |

|                                              |           |            |
| N'Diaye 4’ (rig.), 45’ Casey 10’ Stendel 18’ | Marcatori | 50’ Ebbers |

| Arbitro: | Koop |

|               |           |                                                 |
| Hasenhüttl 6’ | Marcatori | 35’, 36’ Štefulj 50’ Krupniković 77’, 79’ Šimák |

### Coppa di Germania
| Arbitro: | Schmidt |

|                  |           |                                  |
| Benda 89’ (rig.) | Marcatori | 6’ Keïta 46’ Stendel 63’ Kaufman |

| Arbitro: | Weber |

|  |           |                                               |
|  | Marcatori | 11’ Šimák 31’, 42’ Kaufman 90’ (rig.) Däbritz |

| Arbitro: | Fröhlich |

|           |           |                          |
| Keïta 47’ | Marcatori | 20’ Neuville 24’ Kirsten |

## Statistiche

### Statistiche di squadra
| Competizione      | Punti | In casa | In casa | In casa | In casa | In casa | In casa | In trasferta | In trasferta | In trasferta | In trasferta | In trasferta | In trasferta | Totale | Totale | Totale | Totale | Totale | Totale | DR  |
| Competizione      | Punti | G       | V       | N       | P       | Gf      | Gs      | G            | V            | N            | P            | Gf           | Gs           | G      | V      | N      | P      | Gf     | Gs     | DR  |
| ----------------- | ----- | ------- | ------- | ------- | ------- | ------- | ------- | ------------ | ------------ | ------------ | ------------ | ------------ | ------------ | ------ | ------ | ------ | ------ | ------ | ------ | --- |
| 2. Bundesliga     | 75    | 17      | 14      | 2       | 1       | 51      | 12      | 17           | 8            | 7            | 2            | 42           | 25           | 34     | 22     | 9      | 3      | 93     | 37     | +56 |
| Coppa di Germania | -     | 1       | 0       | 0       | 1       | 1       | 2       | 2            | 2            | 0            | 0            | 7            | 1            | 3      | 2      | 0      | 1      | 8      | 3      | +5  |
| Totale            | 75    | 18      | 14      | 2       | 2       | 52      | 14      | 19           | 10           | 7            | 2            | 49           | 26           | 37     | 24     | 9      | 4      | 101    | 40     | +61 |

### Andamento in campionato
| Giornata  | 1  | 2 | 3 | 4 | 5 | 6 | 7 | 8 | 9 | 10 | 11 | 12 | 13 | 14 | 15 | 16 | 17 | 18 | 19 | 20 | 21 | 22 | 23 | 24 | 25 | 26 | 27 | 28 | 29 | 30 | 31 | 32 | 33 | 34 |
| --------- | -- | - | - | - | - | - | - | - | - | -- | -- | -- | -- | -- | -- | -- | -- | -- | -- | -- | -- | -- | -- | -- | -- | -- | -- | -- | -- | -- | -- | -- | -- | -- |
| Luogo     | T  | C | T | C | T | C | C | T | C | T  | C  | T  | C  | T  | C  | T  | C  | C  | T  | C  | T  | C  | T  | C  | T  | C  | T  | T  | C  | T  | C  | T  | C  | T  |
| Risultato | N  | V | N | V | N | V | V | V | V | N  | V  | V  | N  | N  | N  | V  | V  | V  | V  | V  | P  | V  | V  | V  | V  | V  | N  | V  | V  | N  | P  | P  | V  | V  |
| Posizione | 10 | 4 | 9 | 5 | 8 | 3 | 2 | 2 | 2 | 2  | 2  | 2  | 2  | 2  | 2  | 2  | 2  | 1  | 1  | 1  | 1  | 1  | 1  | 1  | 1  | 1  | 1  | 1  | 1  | 1  | 1  | 1  | 1  | 1  |

Legenda:

Luogo: C = Casa; T = Trasferta. Risultato: V = Vittoria; N = Pareggio; P = Sconfitta.

### Statistiche dei giocatori
!! colspan="4" | Totale

| Giocatore      | 2. Bundesliga | 2. Bundesliga | 2. Bundesliga | 2. Bundesliga | Coppa di Germania H. Backhaus | Coppa di Germania H. Backhaus | Coppa di Germania H. Backhaus | Coppa di Germania H. Backhaus | 1        | 0    | 0           | 0          | 0 | 0 | 0 | 0 | 1 | 0 | 0 | 0 |
| Giocatore      | Presenze      | Reti          | Ammonizioni   | Espulsioni    | Presenze                      | Reti                          | Ammonizioni                   | Espulsioni                    | Presenze | Reti | Ammonizioni | Espulsioni |   |   |   |   |   |   |   |   |
| M. Baschetti   | 1             | 0             | 1             | 0             | 0                             | 0                             | 0                             | 0                             | 1        | 0    | 1           | 0          |   |   |   |   |   |   |   |   |
| M. Bounoua     | 5             | 0             | 1             | 0             | 0                             | 0                             | 0                             | 0                             | 5        | 0    | 1           | 0          |   |   |   |   |   |   |   |   |
| C. Casey       | 19            | 7             | 2             | 0             | 1                             | 0                             | 0                             | 0                             | 20       | 7    | 2           | 0          |   |   |   |   |   |   |   |   |
| S. Cherundolo  | 30            | 1             | 3             | 0             | 2                             | 0                             | 1                             | 0                             | 32       | 1    | 4           | 0          |   |   |   |   |   |   |   |   |
| D. Diouf       | 26            | 5             | 4             | 0             | 3                             | 0                             | 0                             | 0                             | 29       | 5    | 4           | 0          |   |   |   |   |   |   |   |   |
| N. Däbritz     | 0             | 0             | 0             | 0             | 1                             | 1                             | 0                             | 0                             | 1        | 1    | 0           | 0          |   |   |   |   |   |   |   |   |
| J. Kaufman     | 30            | 11            | 4             | 0             | 3                             | 3                             | 0                             | 0                             | 33       | 14   | 4           | 0          |   |   |   |   |   |   |   |   |
| S. Keïta       | 24            | 3             | 0             | 0             | 3                             | 2                             | 0                             | 0                             | 27       | 5    | 0           | 0          |   |   |   |   |   |   |   |   |
| N. Krupniković | 34            | 9             | 3             | 0             | 3                             | 0                             | 3                             | 0                             | 37       | 9    | 6           | 0          |   |   |   |   |   |   |   |   |
| A. Lala        | 31            | 1             | 9             | 0             | 3                             | 0                             | 1                             | 0                             | 34       | 1    | 10          | 0          |   |   |   |   |   |   |   |   |
| C. Linke       | 31            | 2             | 3             | 2             | 3                             | 0                             | 0                             | 0                             | 34       | 2    | 3           | 2          |   |   |   |   |   |   |   |   |
| C. Mikolajczak | 17            | 1             | 1             | 0             | 2                             | 0                             | 0                             | 0                             | 19       | 1    | 1           | 0          |   |   |   |   |   |   |   |   |
| I. Morinas     | 10            | 0             | 0             | 0             | 0                             | 0                             | 0                             | 0                             | 10       | 0    | 0           | 0          |   |   |   |   |   |   |   |   |
| B. N'Diaye     | 17            | 7             | 2             | 0             | 1                             | 0                             | 0                             | 0                             | 18       | 7    | 2           | 0          |   |   |   |   |   |   |   |   |
| T. Nehrbauer   | 19            | 1             | 2             | 0             | 0                             | 0                             | 0                             | 0                             | 19       | 1    | 2           | 0          |   |   |   |   |   |   |   |   |
| T. Ochs        | 0             | 0             | 0             | 0             | 0                             | 0                             | 0                             | 0                             | 0        | 0    | 0           | 0          |   |   |   |   |   |   |   |   |
| M. Rose        | 14            | 0             | 1             | 0             | 0                             | 0                             | 0                             | 0                             | 14       | 0    | 1           | 0          |   |   |   |   |   |   |   |   |
| O. Schäfer     | 3             | 0             | 0             | 0             | 2                             | 0                             | 0                             | 0                             | 5        | 0    | 0           | 0          |   |   |   |   |   |   |   |   |
| J. Sievers     | 31            | 0             | 2             | 0             | 3                             | 0                             | 0                             | 0                             | 34       | 0    | 2           | 0          |   |   |   |   |   |   |   |   |
| D. Stendel     | 34            | 16            | 1             | 0             | 3                             | 1                             | 0                             | 0                             | 37       | 17   | 1           | 0          |   |   |   |   |   |   |   |   |
| C. Wehlmann    | 3             | 0             | 0             | 0             | 0                             | 0                             | 0                             | 0                             | 3        | 0    | 0           | 0          |   |   |   |   |   |   |   |   |
| M. van Hintum  | 7             | 0             | 2             | 0             | 1                             | 0                             | 1                             | 0                             | 8        | 0    | 3           | 0          |   |   |   |   |   |   |   |   |
| J. Šimák       | 28            | 18            | 5             | 1             | 2                             | 1                             | 0                             | 0                             | 30       | 19   | 5           | 1          |   |   |   |   |   |   |   |   |
| D. Štefulj     | 32            | 7             | 6             | 0             | 3                             | 0                             | 0                             | 0                             | 35       | 7    | 6           | 0          |   |   |   |   |   |   |   |   |
| D. Żuraw       | 16            | 2             | 2             | 0             | 2                             | 0                             | 0                             | 0                             | 18       | 2    | 2           | 0          |   |   |   |   |   |   |   |   |